# František Weyr
František Weyr (25. dubna 1879 Vídeň – 29. června 1951 Brno) byl český právník, právní filosof, státovědec a statistik, zakladatel tzv. normativní teorie právní. Byl také jedním ze zakladatelů brněnské právnické fakulty, jejímž byl prvním děkanem a kde byl dlouhá léta profesorem. Vykonával ale i jiné veřejné funkce, byl např. rektorem Masarykovy univerzity, předsedal také statistickému úřadu a byl poslancem Národního shromáždění.

## Život
Narodil se jako syn Emila Weyra, profesora matematiky na pražské a vídeňské univerzitě a jeho manželky Marie Waniekové z Domyslova; matematikem byl i jeho děd František a také strýc Eduard, rektor pražské techniky. Vyrůstal ve Vídni se svými sourozenci Marií a Jindřichem, přičemž doma se mluvilo výhradně česky. Gymnaziální studia však zakončil roku 1899 v Praze, kam se po smrti svého otce s matkou, jež znovu vdala za ředitele pražského akademického gymnázia Jaroslava Sobičku, a sourozenci přestěhoval. Poté se zapsal na právnickou fakultu, zajímal se ale i o filosofii, navštěvoval např. přednášky T. G. Masaryka. Absolvoval v roce 1904 a vrátil se do Vídně, kde působil postupně u místodržitelství, okresního hejtmanství v Mistelbachu, Ústřední statistické komise a u Ministerstva kultu a vyučování. Poté se opět přestěhoval do Prahy a pracoval v Zemské statistické kanceláři, zároveň se roku 1911 na pražské právnické fakultě habilitoval pro obor správní věda a rakouské správní právo, později i pro všeobecně srovnávací rakouskou statistiku. Jeho habilitační práce Příspěvky k teorii nucených svazků popírala doposud nezpochybnitelné rozlišování mezi právem veřejným a soukromým, což se později stalo základem pro jeho normativní teorii. Už roku 1912 ale přešel do Brna, které se stalo jeho druhým domovem. V tu dobu se také oženil s učitelkou na měšťanské škole Helenou Mekesovou.
V Brně byl nejdříve mimořádným, po roce 1919 řádným profesorem právních věd na České vysoké škole technické, kde založil i vědecký seminář pro mladé absolventy pražské právnické fakulty, působil v něm např. Jaromír Sedláček, jeho budoucí následovník. V letech 1914–1915 byl děkanem odboru kulturního inženýrství brněnské techniky. Poté však přešel na Právnickou fakultu Masarykovy univerzity, k jejímž zakladatelům patřil. Byl jejím řádným profesorem ústavního práva a prvním děkanem (později ještě v letech 1927–1928 a 1935–1936). V akademickém roce 1923/1924 byl navíc rektorem Masarykovy univerzity.
V letech 1918–1920 zasedal v Revolučním národním shromáždění za Českou státoprávní demokracii, která se brzy transformovala do Československé národní demokracie. Zároveň vedl Státní úřad statistický a Státní radu statistickou. Jako člen ústavního výboru se podílel na tvorbě nové ústavy Československa po roce 1918 a významně se zasloužil o umístění Nejvyššího soudu do Brna zákonem č. 216/1919 Sb. Spolupůsobil i při vzniku mnohých dalších zákonů Československé republiky. Byl též členem brněnského městského zastupitelstva a městské rady v letech 1924–1928, Právnické jednoty moravské nebo brněnské filharmonické Besedy, prosadil např. zřízení brněnské konzervatoře. Dále byl členem Mezinárodního institutu statistického v Haagu, Mezinárodního institutu pro právo veřejné v Paříži, Mezinárodního institutu pro právní filozofii a sociologii v Paříži nebo Rumunského institutu pro správní právo. Spoluredigoval Časopis pro právní a státní vědu a mezinárodní Revue Internationale de la Théorie du Droit, který vydával společně se svým dobrým přítelem Hansem Kelsenem, rakouským právním teoretikem. Podílel se na vydávání několikasvazkového Slovníku veřejného práva československého, jeho poslední pátý díl dokončil ale až po válce.
Za německé okupace se přestěhoval do Prahy, kde svou vědeckou činnost vzhledem k podmínkám a zhoršenému zdravotnímu stavu omezil. Po válce se vrátil do Brna, kde pokračoval v pedagogické práci na fakultě, sblížil se se stranou lidovou a stal se jejím členem, přispíval do Svobodných novin (přejmenovaných Lidových novin) a Lidové demokracie a psal své paměti. V roce 1946 zasedl do komise pro přípravu nové ústavy Československa, získal také čestný doktorát Masarykovy univerzity. Po komunistickém převratu byl z fakulty akčním výborem vyhnán. Své paměti již nedokončil, zemřel 29. června 1951 v Brně na srdeční chorobu.
V roce 2014 pořádala Právnická fakulta Masarykovy univerzity na jeho počest soutěž o Cenu Františka Weyra. Od téhož roku pořádá také každoroční konferenci Weyrovy dny právní teorie.

## Dílo
Jako teoretik se Weyr zabýval zároveň právní vědou a filosofií, byl jedním z tvůrců normativní právní teorie. Vyšel ze Schopenhauerovy recepce Kantovy transcendentální filozofie a navazoval na ryzí nauku právní Hanse Kelsena. Centrem pozornosti je přísné rozlišování normativního poznání od poznání kauzálního, předmětem normativního může být pouze norma, tedy vyjádření povinnosti, toho, co má být. Tvůrcem právních norem je stát, což je z normativního hlediska jedno a totéž. Vzhledem k této identitě státu a právního řádu pak neexistuje rozdíl mezi právem veřejným a soukromým. Normativní právní teorie se snaží o ryzí, objektivní popis práva takového, jaké je, nikoli, jaké by mělo podle představ interpretujícího být.
Své centrum mělo Weyrovo učení na Právnické fakultě MU v meziválečném období. K brněnské normativní škole patřili např. Engliš, Kallab, Sedláček, Procházka, Kubeš nebo Dominik, naopak odpůrci tohoto směru byli profesoři Vacek a Baxa.
V roce 2024 vydala Masarykova univerzita (editor Jaromír Tauchen) poslední dosud nevydaný rukopis s názvem Filozofie, politika a právo: studie z let 1948–1951.

### Významné spisy
- Rakouské právo veřejné. [Česko] : Spolek posl. zemědělského inženýrství, 1910. 189 s.
- Základy filosofie právní. Brno : A. Píša, 1920. 244 s.
- Soustava československého práva státního. Brno : Barvič a Novotný, 1921. 374 s.
- Teorie práva. Brno ; Praha : Orbis, 1936. 388 s.
- Československé právo ústavní. Praha : Melantrich, 1937. 339 s.
- Paměti. 1, Za Rakouska (1879-1918). Brno : Atlantis, 1999. 486 s. ISBN 80-7108-193-0.
- Paměti. 2, Za republiky (1918-1938). Brno : Atlantis, 2001. 518 s. ISBN 80-7108-194-9.
- Paměti. 3, Za okupace a po ní (1939-1951). Brno : Atlantis, 2004. 230 s. ISBN 80-7108-195-7.
- Filozofie, politika a právo: studie z let 1948–1951 (Editor Jaromír Tauchen). Brno: Masarykova univerzita, 2024, 406 s. ISBN 978-80-280-0580-1 Dostupné online.